# Рейница
Рейница е връх в едноименната местност в района на град Копривщица, на около 7 km. от града.
Трасето на пътя от град Стрелча за Копривщица прави пореден завой в посока на север и минава покрай Грозлековата чешма, намираща се вляво от пътя, след което има нов завой и на изток пресича потока, получаващ своите води си откъм местностите „Боев шамак“ и „Черни Бачии“, а след това прехвърля главното било между местността „Габарица“ от запад и местността „Рейница“ от изток и се спуска към Кучешки дол, десен приток на река „Шириней“, даваща начало на река Тополница. Вдясно остава каменната чешма, строена през 1938 г. в памет на народния будител Отец Паисий (на около 5 km. от Копривщица), а след нея (пак вдясно) е паметникът на падналия тук руски унтер-офицер Аврелиян.